# 林萍
林萍（1923年10月—），男，山东黄县人，中华人民共和国政治人物，曾任山东省人大常委会副主任，第四届全国人大代表。